# Willy Stöwer
Willy Stöwer, né le 22 mai 1864 à Wolgast et mort le 31 mai 1931 à Berlin, est un peintre de marine allemand.

## Biographie
Stöwer est le fils d'un capitaine de Wolgast. Il est d'abord apprenti serrurier, puis devient dessinateur technicien dans un bureau de construction navale et son talent de peintre et de dessinateur le fait bientôt connaître. Après son mariage en 1892 avec Henriette Dettmann, il peut s'installer comme artiste indépendant.
C'est l'un des membres fondateurs de la Flottenverein. Il dessine entre autres à partir de 1900 les réclames des chocolats Stollwerck (de), avec l'album N°3 de collection, consacré aux navires de la marine impériale, la série N°132, intitulée Die neuen deutschen Kriegschiffe. Le Kaiser Guillaume est un admirateur de son œuvre et lui commande plusieurs tableaux. Il le rencontre plusieurs fois entre 1905 et 1912 pendant les croisières impériales. En 1907, il est titularisé comme professeur.
Il se fait aussi connaître par ses dessins dans le Gartenlaube représentant le naufrage du Titanic en 1912 et qui ont été maintes fois copié depuis cette époque, malgré des erreurs de détail. Stöwer laisse en tant qu'illustrateur neuf cents dessins en noir et blanc et trois cent trente-cinq illustrations en couleur pour cinquante-sept livres, entre 1892 et 1929. Il dessine aussi des affiches, des cartes postales, des étiquettes, des brochures, et des prospectus.
La fin de l'Empire allemand et de sa flotte porte un coup fatal à sa carrière. Il meurt dans l'anonymat dans sa villa de Tegel à Berlin, en 1931.

## Quelques œuvres

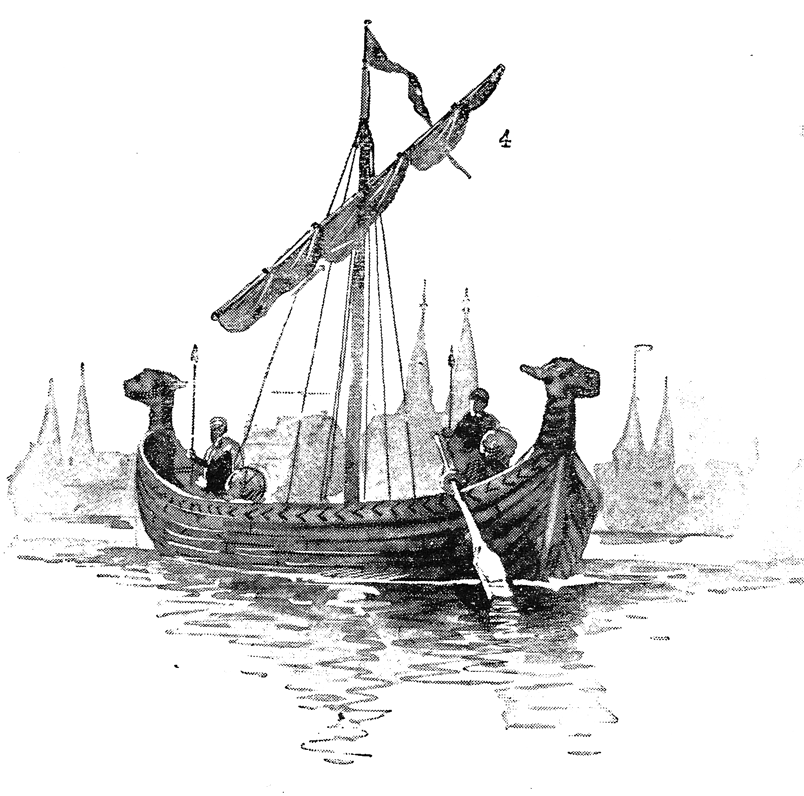
Bateau de la Hanse au XIVe siècle
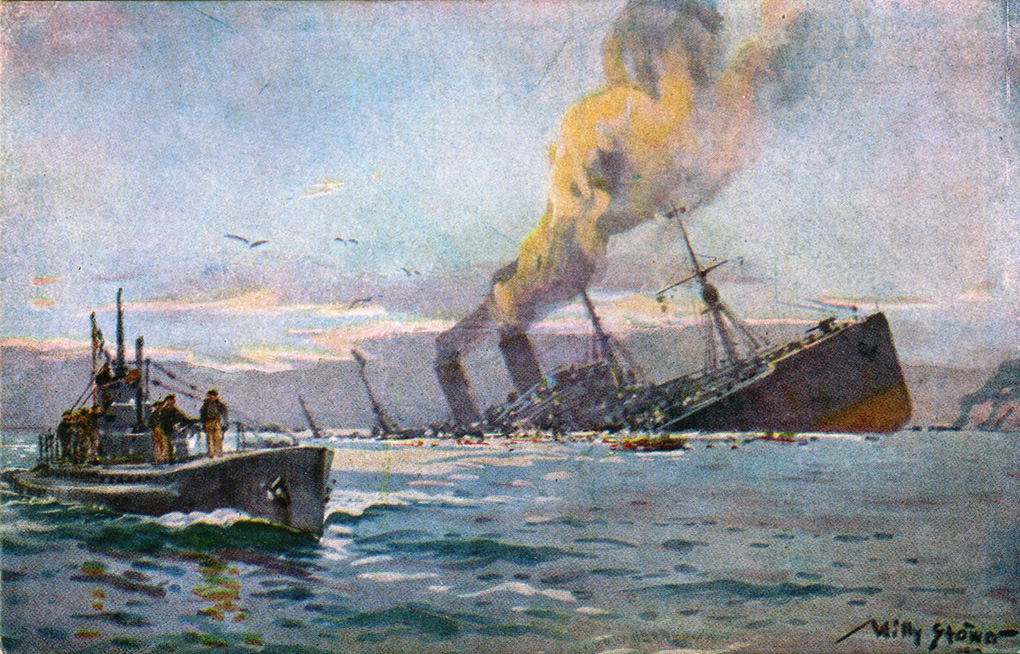
Transporteur de troupes coulé par un sous-marin
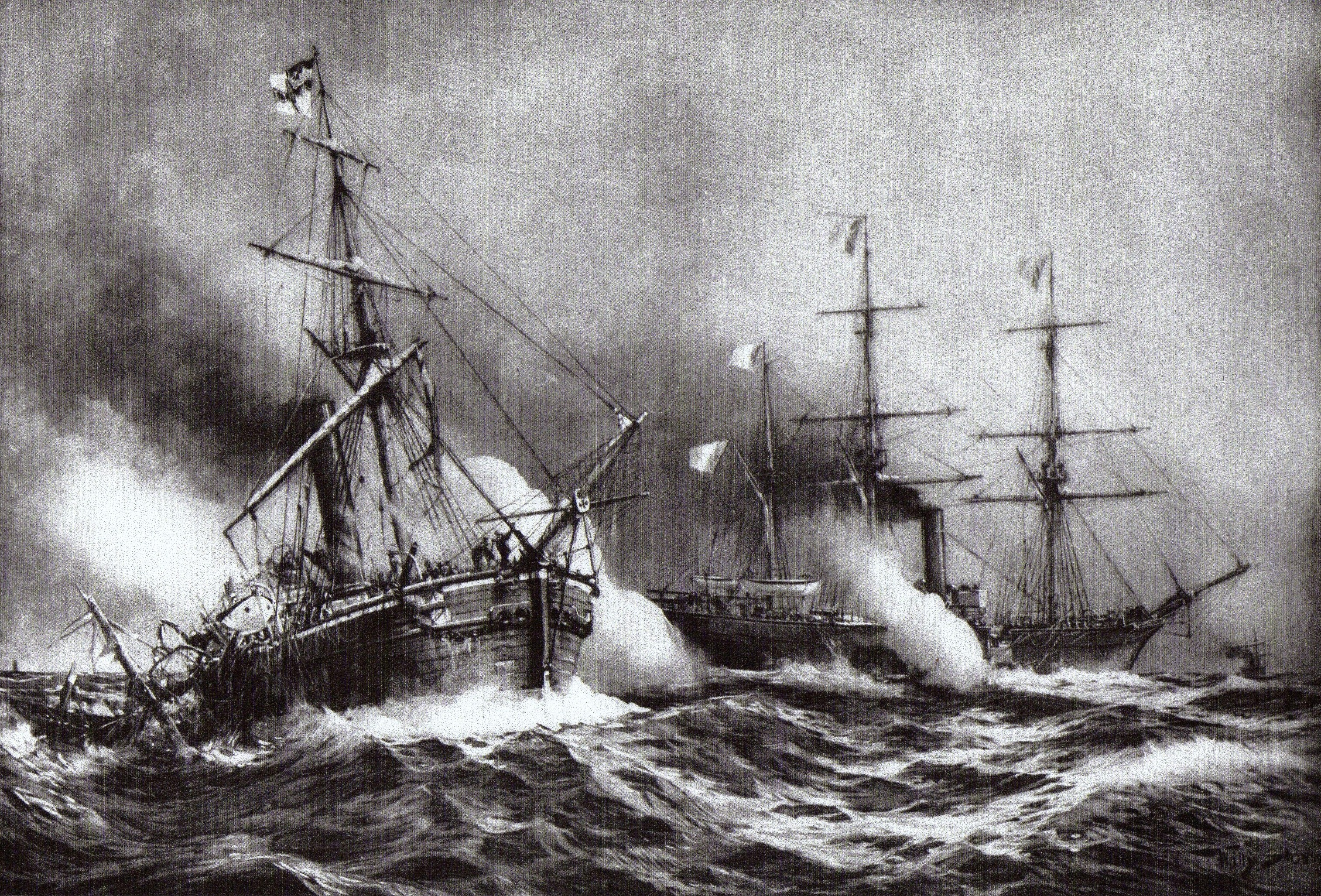
Combat du Bouvet et du Meteor
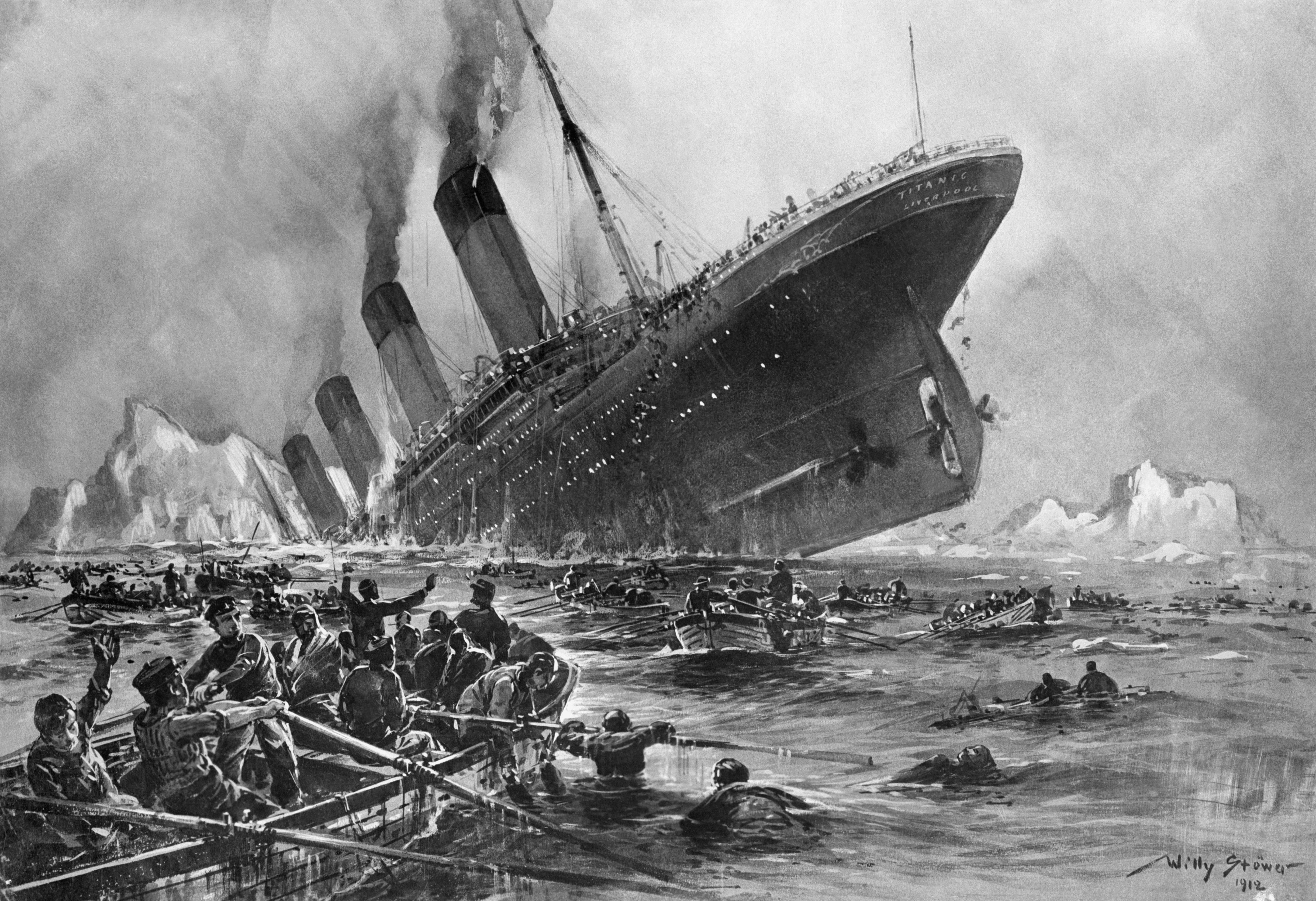
Le Titanic
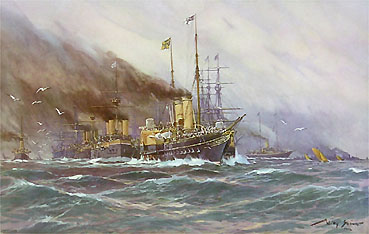
Le SMY Hohenzollern I en 1888
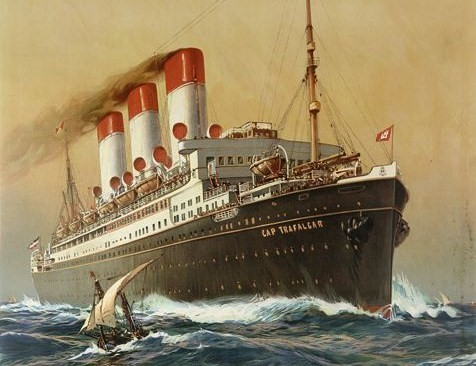
Le vapeur Cap Trafalgar en 1914